# ألبين كيتسينغر
ألبين كيتسينغر (بالألمانية: Albin Kitzinger)‏ (مواليد 1 فبراير 1912) هو لاعب كرة قدم. يلعب مع منتخب ألمانيا لكرة القدم. سبق له أن لعب في كأس العالم لكرة القدم مع منتخب بلاده.

## روابط خارجية
- ألبين كيتسينغر على موقع الاتحاد الدولي (مؤرشف)  (الإنجليزية)
- ألبين كيتسينغر على موقع قاعدة بيانات كرة القدم.إي يو (الإنجليزية)
- ألبين كيتسينغر على موقع ناشيونال فوتبول تيمز (الإنجليزية)
- ألبين كيتسينغر على موقع Soccerway.com (الإنجليزية)
- ألبين كيتسينغر على موقع عالم كرة القدم.نت (الإنجليزية)